# ماغنوس يوهانسون
ماغنوس يوهانسون (بالسويدية: Magnus Johansson)‏ (5 أكتوبر 1964 غوتنبرغ السويد - ) هو لاعب كرة قدم سويدي يلعب كلاعب وسط.